# Alisée
Pour plus de détails, voir Fiche technique et Distribution.
Alisée est un film canadien réalisé par André Blanchard et sorti en 1991.

## Synopsis
Une jeune femme arrive au Québec, à la recherche de son père dont elle n'a plus de nouvelles depuis longtemps.

## Fiche technique
- Réalisation : André Blanchard
- Scénario : André Blanchard, Asize Kinédo
- Production :  Arcadia Films, Les Productions du Regard
- Photographie : André Neau
- Musique : Louis Sclavis
- Montage : Francis van den Heuvel
- Durée : 90 minutes
- Dates de sortie : 1991

## Distribution
- Elsa Zylberstein : Alisée
- Jacques Godin : Georges-Etienne
- André Montmorency : Jérémie
- Denise Filiatrault : Nora / Djébel
- Roger Joubert : Hector